# فريدريك مولر (أستاذ جامعي)
فريدريك مولر (بالألمانية: Friedrich Müller) هو أمين مكتبة نمساوي، ولد في 6 مارس 1834 في Jemnice ‏ في التشيك، وتوفي في 25 مايو 1898 في فيينا في النمسا.

## وصلات خارجية
- فريدريش مولر على موقع الموسوعة البريطانية (الإنجليزية)